# Digic Pictures
Digic Pictures Kft. ist ein ungarisches Animationsstudio für Trailer, Werbespots, Fernsehserien und Ingameszenen für Videospiele. Seit Dezember 2021 ist Digic Pictures Teil von Saber Interactive unter Embracer Group.

## Geschichte
Digic Pictures wurde im Dezember 2001 als Teil des Videospielentwicklers Black Hole Entertainment gegründet. Digic Pictures produzierte Animationssequenzen für Videospiele, die von Black Hole entwickelt wurden. Mit Andrew G. Vajna war das Studio an der Produktion von 60 VFX-Szenen für den Film Terminator 3 – Rebellion der Maschinen beteiligt. Seit 2006 hat Digic Pictures mit großen Videospiel-Entwicklern zusammengearbeitet und produzierte animierte Kurzfilme, darunter Intros, Outros, Trailer und Teaser für die Warhammer-, Darksiders-, Assassin’s-Creed- und Mass-Effect-Franchise. 2016 produzierte Digic Inhalte für Destiny: The Taken King, Kingsglaive: Final Fantasy XV und den Final Fantasy XV – Omen. Im Jahr 2017 produzierte Digic Pictures CG-Trailer für League of Legends und Assassin’s Creed Origins. 2019 produzierte Digic für Tim Miller und Netflix zwei Folgen der Serie Love, Death & Robots.
Im Dezember 2021 wurde bekannt, dass Embracer Group Digic Pictures übernommen habe und jetzt im Unternehmensbereich von Saber Interactive tätig ist.

### Tochterunternehmen
- Digic Motion: Motion-Capture-Studio
- Digic Photoscan: 3D-Fotoscan und Photogrammetrie

## Filmographie (Auswahl)
- 2003: Terminator 3 – Rebellion der Maschinen
- 2006: Children of Glory
- 2011: Assassin’s Creed: Revelations (Trailer)
- 2012: Halo 4 (Renderingszenen)
- 2013: Watch Dogs (Trailer)
- 2013: Assassin’s Creed IV: Black Flag (Trailer)
- 2014: Assassin’s Creed Unity (Trailer)
- 2015: The Witcher 3: Wild Hunt (Trailer)
- 2015: Assassin’s Creed Unity (Trailer)
- 2015: Assassin’s Creed Syndicate (Trailer)
- 2015: Uncharted 4: A Thief’s End (Trailer)
- 2016: Kingsglaive: Final Fantasy XV (Ingame und Trailer)
- 2017: Gwent: The Witcher Card Game
- 2017: Assassin’s Creed Origins (Trailer)
- 2019–: Love, Death & Robots
- 2020: Assassin’s Creed Valhalla (Trailer)

## Auszeichnungen
- Assassin’s Creed: Revelations: Spike Video Game Awards: Trailer of the Year 2011
- Watch Dogs “Exposed” Animago Awards Best Trailer/Opener Award at Animago Awards 2013

Quelle: